# Vicent Pallarés i Porcar
Vicent Pallarés i Porcar (Barcelona, 28 de març de 1951) és un escriptor valencià. Amb vuit anys, el 1959 la família torna Suera, el poble d'origen, a la Plana Baixa, comarca en la qual ha desenvolupat la carrera de docent.
Va començar a escriure en castellà, i el 1982 publica El valle incompleto. La seua primera obra en català, La immensa solitud de Geneviève Lelouch, no arribaria fins al 1993. Just aquest debut se saldaria amb el guardó Recull-Francesc Puig i Llensa de narració. El mateix any també s'imposava al Premi Alambor amb L'àngel custodi. Però el gruix de la seua bibliografia arriba en el període comprés entre 1999 i 2004, quan publica diverses novel·les i llibres juvenils, que obtenen guardons com el Vila de Puçol, el Ciutat de València o l'Enric Valor, entre d'altres. El 2011 conclou i publica El magma silenciós, una obra concebuda junt amb el desaparegut Manuel Garcia i Grau. El 2017 és guardonat amb el Premi Andròmina de narrativa per la novel·la Les llàgrimes d'Orfeu. També ha escrit diversos guions audiovisuals, com per al programa de Canal 9 Valencians que fan història.